# Iridobapta
Iridobapta is een geslacht van vlinders van de familie spanners (Geometridae), uit de onderfamilie Ennominae.

## Soorten
- I. argostola Turner, 1919
- I. subfuscata Warren, 1899